# Directiva ATEX
La Directiva ATEX, surgida y aplicable en la Unión Europea, describe qué tipo de equipamiento y ambiente es permitido para el trabajo en una atmósfera explosiva.
Recibe el nombre de ATEX por la directiva 94/9/EC Francesa: Appareils destinés à être utilisés en ATmosphères EXplosives.

## Directivas

La marca CE se agrega a todos los equipos certificados.

A partir de julio del 2003, las empresas que trabajan en áreas con una atmósfera explosiva, deben seguir las directivas para proteger a los empleados de los riesgos de explosión.
Hay dos tipos de directivas ATEX (una para el fabricante y uno para el usuario del equipo).
- El equipo ATEX 95 directiva 94/9/EC. Regula equipos y sistemas de protección cuya intención es para su uso en atmósfera potencialmente explosivas.
- El lugar de trabajo ATEX 137 directiva 99/92/EC. Señala los requerimientos mínimos para la mejora de la protección de la seguridad y salud de los trabajadores expuestos a riesgos derivados de atmósferas explosivas.

El objetivo de la directiva 94/9/EC es permitir el libre intercambio de equipo “ATEX” y sistemas de protección entre la Unión Europea (UE). Las regulaciones se aplican a todo el equipo destinado a ser usado en atmósferas explosivas, sea mecánico o eléctrico, incluyendo sistemas de protección.
La directiva cubre un amplio margen herramientas, incluyendo aquellas usadas en plataformas marinas fijas, plantas petroquímicas, minas, molinos de harinas y otras áreas potencialmente explosivas.
En términos generales, las condiciones para que el equipo sea seguro son: a) debe tener su propia fuente de ignición efectiva, b) tener como objetivo de uso las atmósferas potencialmente explosivas (mezclas de aire), y c) estar en condiciones atmosféricas normales.
Fabricantes/proveedores (o importadores, si el fabricantes se encuentra fuera de la Unión Europea) deben asegurarse que sus productos cumplan con los requerimientos esenciales de salud, seguridad y someterse a los procedimientos adecuados de conformidad.
Esto, generalmente, involucra que sean certificados y aprobados por una organización tercera, sin embargo los fabricantes y proveedores pueden “certificar por sí mismos” equipo categoría 3 (expedientes técnicos dibujos incluidos, análisis de peligro y manuales de usuario en un lenguaje local) y equipo no eléctrico categoría 2 (En esta categoría el expediente técnico debe ser presentado ante un organismo notificador).
Una vez certificado, el equipo es marcado por el “CE” (lo que significa que cumple con todas las directivas ATEX y otros relevantes) y el símbolo “EX” para identificarlo como aprobado bajo la directiva ATEX. El expediente técnico debe mantenerse por un periodo de 10 años.
La certificación asegura que el equipamiento o sistema de protección cumple con su propósito y contiene la información adecuada para asegurar que se puede utilizar sin correr riesgos.

### Zonas Explosivas
Los empleados deben clasificar las áreas peligrosas en zonas. La clasificación otorgada a cada una de ellas en particular, su tamaño y ubicación, depende de la probabilidad de que ocurra una explosión y su persistencia. Dichas zonas (0, 1, 2 por gas-vapor de niebla y 20, 21, 22 por polvo) deben ser protegidas contra fuentes de ignición.
Las zonas EX son definidas por presencia de Gas, niebla o vapor y polvo de la siguiente manera:
Gases, vapores y niebla
- Zona 0: Lugar donde la atmósfera explosiva es una mezcla consistente de aire o sustancias peligrosas en forma de gases, vapores o niebla que están presentes continuamente, por largos periodos o frecuentemente.
- Zona 1: Lugar donde la atmósfera explosiva es una mezcla consistente de aire o sustancias peligrosas en forma de gases, vapores o niebla como una operación normal.
- Zona 2: Lugar donde la atmósfera explosiva es una mezcla consistente de aire o sustancias peligrosas en forma de gases, vapores o niebla que no ocurren en una operación normal pero, si ocurre, se presentará en un pequeño periodo.

Polvo
- Zona 20: Lugar donde una atmósfera explosiva en forma de nubes o polvo de combustible está presente continuamente, por largos periodos o frecuentemente.
- Zona 21: Lugar donde una atmósfera explosiva en forma de nubes o polvo de combustible en el aire ocurre en una operación normal y ocasional.
- Zona 22: Lugar donde una atmósfera explosiva en forma de nubes o polvo de combustible no es algo que ocurra en una operación normal, pero si eso ocurre, permanecerá sólo en un periodo corto.

### Clasificación del Equipo ATEX
Hay 4 clasificaciones ATEX para asegurar que una pieza especifica de equipo o sistema de protección es apropiado y puede ser usado en una aplicación particular: 1. Industria y aplicaciones de minería; 2. Equipos categoría; 3. Atmósfera; y 4. Temperatura.
| Grupo                                                      | Categoría de Equipo | Atmósfera                                                 | Diseño de seguridad                                               | Temperatura (La superficie no excede los)                                                                        |
| ---------------------------------------------------------- | --- | --------------------------------------------------------- | ----------------------------------------------------------------- | --- |
| II Industria de la superficie - IM Aplicaciones en Minería | 1 Nivel de Muy Alta Protección (Zone 0, 1, 2 or 20, 21, 22) - 2 Nivel de Alta Protección (Zone 1, 2 or 21, 22) - 3 Nivel de Protección Normal (Zone 2 or 22) | G Atmósfera de Gas, Vapor o niebla - D Atmósfera de polvo | C (Conocido anteriormente como "machine norms" normas de máquina) | T1 (842 °F/450 °C) T2 (572 °F/300 °C) T3 (392 °F/200 °C) T4 (275 °F/135 °C) T5 (212 °F/100 °C) T6 (185 °F/85 °C) |

Fuente:Tabla de clasificación ATEX

Es por ello que los sistemas y equipo utilizados en esas áreas deben cumplir los requerimientos de la directiva:
- Zona 0 y 20 requiere equipo marcado categoría 1
- Zona 1 y 21 requieren estar marcados con categoría 2
- Zona 2 y 22 requieren equipo marcado categoría 3.

## Industrias
Entre las industrias que deben seguir los lineamientos de la directiva ATEX, se encuentran:
Industrias Manufactureras
- Industrias del Alcohol
- Plantas de Municiones, Misiles y Explosivos
- Plantas Automotrices
- Cervecerías y Destilerías
- Manufactura de Químicos
- Manufactura de Materiales Inflamables
- Molinos de Harina
- Productores de Muebles (Barniz y Pintura)
- Plantas de Gas
- Fábricas de Pegamento
- Industrias de Tinta
- Gases Líquidos de Petróleo (LPG)
- Minería
- Productos Nucleares
- Perforación, Refinería y Manejo de Petróleo y Gas Natural
- Productos de Pintura, Laca y Barniz
- Fábricas de Papel y Celulosa
- Petroquímicos
- Refinamiento del Petróleo
- Industrias Farmacéuticas
- Construcción y Mantenimiento de Tuberías
- Manufactura de Plásticos
- Ingenios Azucareros
- Manufactura de Fibras Sintéticas
- Industrias del Vino

Industrias de Transporte
- Aeropuertos
- Ferrocarriles
- Astilleros
- Buques
- Camiones cisterna
- Naves
- Embarcaciones de Trabajo

Agencias Gubernamentales
- Plantas de Aviones y Misiles
- Aeropuertos (Operaciones de Carga de Gasolina y Mantenimiento)
- Fuerzas Armadas (Ejército, Marina, Fuerzas Aéreas, Cuerpo Marino, Guardia Costera y Unidades de Apoyo Civil)
- Equipo Operacional Químico, Biológico, Radiológico, Nuclear o Apoyo Logístico de Explosivos
- Departamentos de Bomberos, Bases Militares
- Los Primeros en Responder a Armamento de Destrucción Masiva, Brigada de Bomberos, Brigadas para la Seguridad Pública Contra Bombas y Brigadas de Rescate Locales
- Manejo y Limpieza de Materiales Peligrosos
- Depósitos de Municiones
- Producción y Desperdicio Nuclear
- Servicios Públicos: Gas, Electricidad y Telecomunicaciones
- Manejo de Residuos
- Instalaciones para Tratamiento de Agua

Otras Industrias
- Operaciones de Limpieza y Rociado
- Mantenimiento de Espacios Confinados
- Explosivos y Pirotecnia
- Exploración Geofísica
- Almacenaje y Manejo de Granos
- Manejo de Materiales Peligrosos
- Operaciones de Mantenimiento y Servicio
- Operaciones de Pintado por Rocío, Acabados y Cabina
- Plantas de Empacado
- Operaciones de Propano y Plantas de Almacenamiento a Granel
- Almacenaje de todos los Materiales Peligrosos

## Definiciones técnicas
La fuente de incendio efectiva es un acontecimiento que, en combinación con el oxígeno suficiente y combustible en el gas, niebla, vapor o polvo; puede provocar una explosión (Polvo metano, hidrógeno o carbón son ejemplos de ese tipo de combustibles).
Las fuentes de incendio efectivas son:
- Rayos.
- Llamas. Esto va desde un cigarrillo encendido hasta una soldadura.
- Chispas generadas por impactos mecánicos. Por ejemplo, un golpe de martillo sobre una superficie de acero oxidado en comparación a un golpe de martillo sobre una piedra pedernal. La velocidad y ángulo de impacto (entre la superficie y el martillo) son importantes; un golpe de 90 grados en una superficie es relativamente inofensivo.
- Chispas generadas por fricciones mecánicas. La combinación de materiales y velocidad determina la efectividad de la fuente de llamas. Por ejemplo 4.5 m/s de fricción acero-acero con una fuerza mayor a 2 kN en una fuente de incendio. La combinación de aluminio y óxido es también notoriamente peligrosa.
- Chispas eléctricas. Por ejemplo una conexión eléctrica mal realizada o transmisión de presión defectuosa. La energía eléctrica contenida en las chispas determina la efectividad de la fuente de ignición.
- Superficie de temperatura alta. Éste puede ser el resultado de molienda, trituración, roce, fricción mecánica en una caja de relleno o rodamiento; o un líquido caliente que se bombea a un recipiente. Por ejemplo la punta de una herramienta de corte de torno puede llegar fácilmente a los 600 grados centígrados (1100 °F); un tubo de vapor de alta presión puede estar por encima de la temperatura de auto ignición de algunas mezclas de combustible/aire.
- Descarga electroestática. La electricidad estática puede ser generada por aire deslizándose en un ala, o líquido no conductivo que fluye a través de una pantalla de filtro.
- Radiación.
- La compresión adiabática. Se bombea aire en un recipiente y la superficie de la vasija se calienta.